# Elba (New York)
Elba è un comune degli Stati Uniti d'America, situato nello Stato di New York, nella contea di Genesee.